# بوفالوی دشتی
بوفالوی دشتی یا گاومیش کوهان‌دار دشتی (نام علمی: Bison bison bison)، یکی از دو زیرگونه / اکوتیپ بوفالوی آمریکایی و دیگری بوفالوی جنگلی (B. b. athabascae) است.  یک جمعیت طبیعی از بوفالوی دشتی در پارک ملی یلوستون (گله گاومیش کوهاندار پارک یلوستون متشکل از حدود ۴۸۰۰ بوفالوی دشتی) و چندین گله کوچک‌تر که دوباره معرفی شده‌اند، زنده می‌مانند. بوفالوی آمریکایی در بسیاری از نقاط ایالات متحده و همچنین بخش‌های جنوبی دشت‌های کانادا دیده می‌شود.